# Nature Reviews Drug Discovery
Nature Reviews Drug Discovery — це щомісячний рецензований журнал, який публікується Nature Portfolio. Він був заснований у 2002 році і охоплює відкриття та розробку ліків.
Головний редактор — Пітер Кіркпатрік.
Відповідно до Journal Citation Reports, імпакт-фактор журналу 2021 року становить 112,288, що ставить його на перше місце серед 158 журналів у категорії «Біотехнологія та прикладна мікробіологія» та перше місце з 279 журналів у категорії «Фармакологія та фармація».
Рецензії замовляються фахівцям і доповнюються поясненнями до глосарія для читачів-нефахівців та ілюструються фігурами, намальованими внутрішніми художніми редакторами Nature. Окрім оглядів, журнал публікує аналітичні статті на основі існуючих наборів даних (наприклад, метааналіз), статті про прогрес, які зосереджуються на невирішених питаннях, і перспективні статті — як правило, думки чи історичні статті.

## Цілі та сфера застосування
Nature Reviews Drug Discovery — це щомісячний журнал, призначений для всіх, хто працює у сфері відкриття та розробки ліків. На додаток до високоякісних оглядів і перспектив, що охоплюють всю галузь, кожен випуск містить новини, які досліджують найгарячіші теми у відкритті ліків, своєчасні резюме ключових первинних наукових статей і стислі оновлення останніх досягнень у швидкозмінних сферах, таких як схвалення нових ліків, патентне законодавство та нові тенденції галузі.

### Охоплені предмети
- Відкриття та перевірка цілей
- Високопродуктивний скринінг
- Нові терапевтичні стратегії
- Раціональний дизайн препарату
- Медична хімія
- Натуральні продукти
- Інформатика
- Фармакологія
- Токсикологія
- Оміксні технології
- Доставка ліків
- Біофармацевтика
- Біотехнологія
- Вакцини
- Клінічні випробування
- Лікарське регулювання
- Аналіз ринку
- Стратегічні питання
- Тенденції галузі
- Інтелектуальна власність
- Фармакоекономіка